# Ce soir les jupons volent
Pour plus de détails, voir Fiche technique et Distribution.
Ce soir les jupons volent est un film français réalisé par Dimitri Kirsanoff et sorti en 1956.

## Synopsis
Dans la maison du grand couturier parisien Pierre Roussel (joué par Jean Chevrier), à cause de leur séance de représentation prolongée la veille de Noël, des mannequins, notamment Marlène (Sophie Desmarets), Blanche (Brigitte Auber) et Catherine (Anne Vernon), vont voir leur nuit et leur vie sentimentale quelque peu bouleversée. Mais tout s'achèvera dans la liesse.

## Fiche technique
- Titre original : Ce soir les jupons volent
- Titre alternatif francophone : Princesses de Paris !
- Réalisation : Dimitri Kirsanoff
- Assistants réalisation : Pierre Simon, Jacques Cristobal
- Scénario : Jean Marsan et Claude Desailly
- Dialogues : Jean Marsan
- Décors : Robert Hubert et Daniel Guéret
- Costumes : Bernard Sagardoy
- Maquillages : Roger Chanteau
- Coiffures : Paulette Stern et Janou Pottier
- Photographie : Roger Fellous
- Cadrage : Maurice Fellous
- Son : Séverin Frankiel, assisté de : Pierre Lauer
- Montage : André Gaudier
- Musique : Raymond Legrand, Daniel Lesur
- Photographe de plateau : Jean-Louis Moussempes
- Scripte : Jacqueline Parey
- Régie : Michel Mombailly
- Pays d’origine :  France
- Langue originale : français
- Production : Jean Lefait, Raymond Logeart
- Directeur de production : Raymond Logeart
- Sociétés de production : Vascos Films (France), Socipex (France), Société Nouvelle de Cinématographie
- Sociétés de distribution : Imperia Films (France), StudioCanal (étranger)
- Format : 35 mm — couleur par Agfacolor — 2,35:1 (Dyaliscope) — son monophonique
- Genre : Comédie
- Durée : 88 minutes
- Métrage : 2335 mètres
- Date de sortie : 
  - France -  13 juin 1956
- (fr) Classification CNC : tous publics (visa no 18213 délivré le 15 juin 1956)

## Distribution
- Sophie Desmarets : Marlène, un mannequin joyeux drille
- Brigitte Auber : Blanche, mannequin chez Roussel
- Jean Chevrier : Pierre Roussel, un grand couturier
- Anne Vernon : Catherine Piqueboeuf, mannequin vedette chez Roussel
- Ginette Pigeon : Jeannette, un mannequin chez Roussel présentant les « petites robes »
- Philippe Nicaud : Bernard, modéliste chez Roussel, un homme frivole
- Nadine Basile : Natacha
- Mathilde Casadesus : la mère de Jeannette
- Bernard Dhéran : Bobby, un mari infidèle
- André Versini : André Leroy-Maréchal, un mari infidèle
- Jacqueline Porel : Monique, la première de chez Roussel
- Nadine Tallier : Tania, mannequin remplaçant chez Roussel
- Silvia Monfort : Madame Leroy-Maréchal, la femme trompée d'André
- Jean Marsan : Louis
- Robert Favart : le prince Soliman
- Jacques Famery : Jean Roussel, le fils de Pierre
- Claire Maurier : le mannequin étranger
- Paul Demange : le père de Jeannette
- François Patrice : Marc, l'amoureux de Tania
- Guy Bedos : Paul, l'amoureux éconduit de Blanche
- Jacques Riberolles : Maurice
- Eddie Constantine : Monsieur Howard
- Marie-José Darène : un mannequin
- Jacqueline Marbaux : la mère de Blanche
- Gaston Orbal : l'amant de la mère Blanche
- Robert Le Béal : le majordome de Madame de Septeuil
- Odette Charblay : Madame Legris
- Sophie Leclair : Dorine
- Luc Andrieux : le boucher
- Jacques Muller : le photographe
- Alain Nobis
- Raoul Billerey
- Jany Vallières
- Rolande Ségur
- Lucienne Marchand
- Yvonne Constant
- Annie Berval
- Suzanne Guémard
- René Lefèvre-Bel
- Danielle Mérange
- Louis Saintève
- Vanna Urbino
- Anne Olivier
- Claude Albers
- Simone Sylvestre

## Production

### Scénario
- Selon Christophe Trebuil[1], l'intérêt du film est « L'originalité qui provient du dispositif choral assez peu utilisé à l'époque, excepté dans les films à sketches, de plusieurs aventures sentimentales enchevêtrées ». Le mot « enchevêtrement », toujours selon Christophe Trebuil, serait représentatif du style cinématographique de Kirsanoff « lorsqu'il s'essayait à mélanger plusieurs suites d'images ». Christophe Trebuil présume que, bien que non crédité à l'écriture du scénario, Dimitri Kirsanoff y a peut-être contribué sans toutefois être, pour ce film, responsable de l'enchevêtrement des histoires de cœurs des mannequins.

### À noter
- Le tournage s'est déroulé du 5 avril au 3 mai 1956, à Paris pour les extérieurs
- Marcel Huret, critique à l'époque chez Radio-Cinéma-Télévision[2], écrit qu'il trouve intéressant que les histoires « ne sont pas présentées comme des sketches, mais s'enchevêtrent constamment sans fondus. […] Seule audace technique tentée par le réalisateur », selon lui.